# 楊國猛
楊國猛，TOM集團執行長兼執行董事。

## 工作
楊國猛自2008年3月起獲委任爲TOM集團首席執行官兼執行董事CEO加入TOM集團前，楊爲維港投資集團有限公司董事，亦曾爲中華關懷投資控股有限公司之首席執行官。
楊國猛曾于悉尼、墨爾本及大中華的Mckinsey & Company工作超過6年，主要爲電訊、電子、傳媒及電子商務業界，制訂業務發展策略及提供企業改造和營運管理等方面的顧問服務。此後，楊在通用電氣亞太區和可口可樂中國有限公司擔任多個管理職位。
加入TOM集團後，楊國猛堅持其科技為主導的管理風格，重點拓展公司的互聯网業務。在多個媒體訪問中，他認為中國有打造跨媒體市場的潛力。而作為TOM集團的新任舵手，他也重申了TOM集團的跨媒體策略，並以「結合產品，聚合夥伴」的營運模式實施對內整合，打通資源帶包括產品、用户以及業務在内的全面整合。對外，楊國猛強調聚合國內外之內容、技術以及電訊營運夥伴，藉各自優勢共同研發和引進創新的無線互聯网產品，致力為用戶提供線上、線下以至無線的產品和服務。
楊國猛於任內促成多個合作項目，顯示其以科技為主導策略上的決心。TOM在2008年第一季度與Stardoll合作，為用戶提供明星裝扮、時尚娛樂和在線交友服務。其後於第三季，TOM集團又與美國職業籃球協會（NBA）中國公司共同宣布結成長期戰略聯盟，成為NBA官網大中華區的獨家官方合作夥伴，攜手建造中國內地、香港及台灣的NBA中文官方網站。NBA的中國內地官網已於2008年10月上線。於2009年初，TOM集團與中國郵政集團公司共同簽訂合作協議，宣布結成戰略合作夥伴，共同發展國內電子商務。
TOM集團公布2008年年報後，楊與其管理團隊則自願放棄年終花紅或只作象徵式收取低微的花紅，以顯示其與公司共同進退的決心。

## 個人及家庭
楊國猛於香港出生及長大，操流利英語、普通話及粵語，已婚，育有两子。

## 學歷
楊在學時期也以專修與電腦和科技有關科目為主。楊是聖保羅書院校友，畢業於美國麻省理工學院，擁有電機工程學士學位和電機及電腦工程碩士學位。楊亦曾獲香港政府頒授爲期兩年的奬學金攻讀美國聯合世界書院。

## 外部連結
- TOM集團首頁 （页面存档备份，存于）